# Sergey Kim
Sergey Kim (* 6. September 1987 in Almaty) (bekannt unter dem Künstlernamen Sehyung Kim) ist ein in Kasachstan geborener österreichischer Komponist.

## Leben
Sergey Kim erhielt seine Ausbildung in Komposition am Moskauer Konservatorium bei Wladislaw Agafonnikow und nahm zudem von 2011 bis 2012 Privatunterricht bei Dmitri Alexandrowitsch Kurljandski. Von 2013 bis 2019 setzte er seine Ausbildung an der Universität für Musik und darstellende Kunst Graz fort, wo er bei Beat Furrer, Pierluigi Billone und Bernhard Lang studierte.
Er wurde bekannt für seine Werke, die von Solo-Kompositionen bis zum Musiktheater reichen. Seit 2023 unterrichtet er an der Kunstuniversität Graz.

## Auszeichnungen
- 2010: Kompositionswettbewerbs DuoSolo (USA): Preisträger für Daegeum Sori
- 2012: Schritt nach Links, St. Petersburg: Preisträger[2]
- 2014: Concours internationale de la composition de la Ville de Boulogne-Billancourt, Paris: Gewinner
- 2015: Musikförderungspreis der Stadt Graz: Gewinner für Qi II[3]
- 2017: Internationaler Kammermusikwettbewerb Franz Schubert und die Musik der Moderne – Universität für Musik und darstellende Kunst Graz: 1. Preis für Den gelben Astern ein Lied[4]
- 2018: Opern-Kompositionswettbewerb Johann-Joseph Fux – Amt der Steirischen Landesregierung, Universität für Musik und darstellende Kunst Graz: 1. Preis für Consumnia[5]
- 2019: Opernkompositionswettbewerb Neue Szenen V – Deutsche Oper Berlin, Hochschule für Musik Hanns Eisler: einer von 3 Gewinnern für unser Vater | Vater unser[6]
- 2019–2021: Akademie Musiktheater heute – Deutsche Bank Stiftung, Frankfurt am Main: Stipendiat[7]
- 2020: Bundeskanzleramt Österreich Kunst und Kultur: START-Stipendien für Musik und darstellende Kunst
- 2021: Theodor-Körner-Preis für Kunst: Gewinner für re:lunaire[8]
- 2022: Bundesministerium für Kunst, Kultur, öffentlichen Dienst und Sport: Staatsstipendium für Komposition

## Werke

### Musiktheater
- die goldene Platte, Kammeroper für drei Solisten und Ensemble mit Elektronik nach einem Libretto von Rafael Ossami Saidy und Linda Kokkores, basierend auf einem Text Carl Sagan (2022)
- unser Vater | Vater unser, Kammeroper für drei Solisten und Ensemble nach dem Text von Peter Neugschwentner (2021)
- Consumnia, Kammeroper für vier Solisten und Ensemble nach dem Text von Alexander Micheuz (2018)

### Ensemblewerke
- Particle Aggregation I für Ensemble (2021)
- re:lunaire für Sopran und Ensemble nach dem Text von Alexander Micheuz (2021)
- Sijo_171116 [Das Gesicht des anderen] für Ensemble (2017)

### Kammermusik
- Particle Aggregation II für Sopran (2021)
- Den gelben Astern ein Lied für Stimme und Klavier (2017)
- Sijo_020517 [Geori] für Daegeum und Klavier (2017)
- Sijo_011115 für Flöte (oder Klarinette) und Klavier (2016)
- Sijo_271015 [Perle] für Saxophon, Kontrabass und Klavier (2016)
- Ignition für Bassflöte, Bassklarinette, Cello und Kontrabass (2014)
- Sijo_241015 für Posaune (2015)
- Sijo_Book I – ein Zyklus von 21 Stücken für 13 Soloinstrumente sowie deren Kombination (2011–2014)
- Qi II für Akkordeon (2012)